# Tomás Pellicer Frutos
Tomás Pellicer Frutos (Era Alta, 1816-Murcia, 1902) fue un médico homeópata español.

## Biografía
Nacido el 18 de septiembre de 1816 en la localidad murciana de Era Alta. empezó a practicar la homeopatía en la década de 1840. Próximo a la familia real y a la clase alta madrileña, asumió el cargo de director del Instituto Homeopático y Hospital de San José de Madrid tras el fallecimiento de José Núñez y Pernia. Tras volver a su tierra natal, falleció el 15 de febrero de 1902, en Murcia.